# John McLaughlin (calciatore 1952)
John McLaughlin (Liverpool, 25 febbraio 1952) è un ex calciatore inglese, di ruolo centrocampista.

## Carriera
Si forma nelle giovanili del Liverpool, ed era considerato una grande promessa dall'allenatore dei Reds Bill Shankly, che lo fece esordire in prima squadra il 22 agosto 1970 appena diciottenne. Divenne ben presto titolare ma poi dapprima Alun Evans e poi l'emergere di Brian Hall e l'arrivo in squadra di Peter Cormack relegarono McLaughlin in panchina e tra le riserve. Con il suo club ha vinto la First Division 1972-1973, la Coppa UEFA 1972-1973 e la FA Charity Shield 1974, pur non venendo schierato in quell'incontro.
Nella stagione 1975 si trasferisce negli Stati Uniti d'America per giocare nella NASL, prestato ai Philadelphia Atoms. 
Con gli Atoms fu tra i giocatori più impiegati ma non riuscì a superare la fase a gironi del torneo nordamericano.
Tornato in patria viene prestato al Portsmouth, con cui retrocede in terza serie al termine della Second Division 1975-1976.
Nell'estate 1976 torna nuovamente nella NASL per disputare la stagione 1976 in prestito ai Dallas Tornado, con cui raggiunge il secondo turno dei playoff per il titolo.
Terminata l'esperienza ai Tornado rimane svincolato dai Reds ed anche a causa di un grave infortunio al ginocchio occorsogli a 24 anni, concluderà la propria esperienza nel calcio professionistico giocando sino al 1978 in vari club dilettantistici.

## Palmarès

### Competizioni nazionali
- First Division: 1

Liverpool: 1972-1973
- FA Charity Shield: 1

Liverpool: 1974

### Competizioni internazionali
- Coppa UEFA: 1

Liverpool: 1972-1973